# Zhongshanparken
Zhongshanparken eller Zhongshan Gongyuan (kinesiska: 中山公园) är en park i centrala Peking i Kina. Parken ligger precis väster om entrén till Förbjudna staden. I Zhongshanparken finns det historiska altaret Shejitan. 
Zhongshanparken ligger 52 meter över havet. Terrängen runt Zhongshanparken är mycket platt. Runt Zhongshanparken är det tätbefolkat, med 849 invånare per kvadratkilometer.
| Pekings tunnelbana |         |                            |
|                    | Linje 1 | Tian'anmen West (天安门西) |